# Tessa Sanderson
Tessa Sanderson, właśc. Theresa Ione Sanderson (ur. 14 marca 1956 w regionie Saint Elizabeth na Jamajce) – brytyjska lekkoatletka, która specjalizowała się w rzucie oszczepem.
Jej rodzice wyemigrowali z Jamajki do Wielkiej Brytanii w poszukiwaniu pracy. Do 1965 roku Sanderson mieszkała na Karaibach pod opieką swojej babci i w wieku dziewięciu lat przeniosła się do rodziców, którzy pracowali wówczas w East Midlands.
Sześciokrotna uczestniczka igrzysk olimpijskich – Montreal 1976, Moskwa 1980, Los Angeles 1984, Seul 1988, Barcelona 1992 oraz Atlanta 1996. W 1976 zajęła 10. miejsce, w 1980 nie awansowała do finału, w Los Angeles w 1984 wywalczyła złoty krążek, w 1988 ponownie nie udało jej się awansować do finału, w 1992 uplasowała się na 4. miejscu, a w 1996 zajęła odległe miejsce w eliminacjach.
Sanderson trzy razy stawała na najwyższym stopniu podium igrzysk wspólnoty narodów – Edmonton 1978, Edynburg 1986 oraz Auckland 1990.
W mistrzostwach świata startowała dwukrotnie. W roku 1983 oraz 1987 zajmowała czwartą lokatę.
Na mistrzostwach Europy w 1974 w Rzymie nie zakwalifikowała się do finału. Swój jedyny medal mistrzostw Europy – srebrny – zdobyła w roku 1978 w Pradze. Jej trzeci występ w europejskim czempionacie miał miejsce 12 lat później – w Splicie zajęła jedenastą lokatę.
Rekord życiowy w rzucie oszczepem: 73,58 (1983).
Po zakończeniu kariery pracowała m.in. jako komentator sportowy oraz prezenterka telewizyjna. Odznaczona Orderem Imperium Brytyjskiego.